# Мадина Гулгун
Мадина Гулгун (на азербайджански: Mədinə Gülgün) е азербайджанска поетеса, писателка и преводачка, заслужила деятелка на изкуството на Азербайджанската ССР (1987).

## Биография и творчество
Мадина Гулгун, с рождено име Мадина Нурула гизи Алакбарзаде (Madina Nurulla gizi Alakbarzadeh), е родена на 17 януари 1926 г. в Баку, Азербайджанска ССР, СССР, в работническо семейство. Завършва основно училище в родния си град. През 1938 г. семейството се мести в Ардабил, Ирански Азербайджан. След това живее в Тебриз, където работи като тъкачка.
Тя бързо става свидетел и осъзнава, че се нарушават националните права на азербайджанския народ, и за да се бориш за тях е необходимо да си достатъчно образован и знаещ. Затова за кратко време научава арабски и персийски. По-късно работи в драматичния театър в Тебриз. Тя работи и като специален кореспондент в редакцията на вестник „Азербайджан. Активен участник е в Националното движение за свобода на Южен Азербайджан от 1941 до 1946 г. и поддържа това движение през целия си живот със своите войнствени стихотворения. От 1945 г. е член на Демократическата партия на Азербайджан.
През 1947 г. семейството ѝ се завръща в Баку. Постъпва във факултета по език и литература на Азербайджанския държавен педагогически университет през 1948 г. и завършва филология през 1952 г.
Първите ѝ стихотворения са публикувани през 1945 г. в Тебриз във вестниците „По пътя към родината“ и „Азербайджан“. Първата ѝ книга, стихосбирката „Пролетта на Тебриз“ (Təbrizin baharı), е издадена през 1950 г. Първите ѝ произведения са свързани с живота и борбата на азербайджанския народ за свобода и национална независимост, и с отношението към Втората световна война.
Следват книгите ѝ „Гласът на мира“ (1951), „Дъщеря на Тебриз“ (1956), „Дни и спомени“ (1959), „Стихове“ (1962), „Фиридун“ (1963), „Песен за моите спомени“ (1969), „Утрото на нашия свят“ (1974), „Мечтата също е живот“ (1976), „Есенната спирка на живота“ (1983), „Избрани творби“ (1983) и др. Произведенията ѝ са преведени на руски и други езици на народите на СССР, както и на чужди езици. Тя също превежда редица стихотворения на азербайджански език.
За творчеството си е удостоена с почетни укази на Президиума на Върховния съвет на Азербайджанска ССР (1960, 1974, 1986), орден „Почетен знак“ (1980), орден „Ветеран на труда“ (1948), орден „21 азери“, и други медали. През 1987 г. Президиумът на Върховния съвет на Азербайджанската ССР я удостоява с почетното звание заслужил деятел на изкуството на Азербайджанската ССР за нейните заслуги в областта на литературата и културата.
Омъжена за известния азербайджански поет от Ирански Азербайджан и народен поет на Азербайджан Балаш Азероглу. Имат двама сина – Араз и Етибар.
Мадина Гулгун умира на 17 февруари 1991 г. в Баку, Азербайджанска ССР. Погребана е в Алеята на честта в Баку. През 2012 г. личните ѝ вещи, заедно с тези на съпруга ѝ, са предадени на Музея на независимостта на Азербайджан.

## Произведения
- Təbrizin baharı (1950)[1]
- Seçilmiş əsərləri: Şerlər və poemalar (1986)
- Yadigar üzük (1953)
- Pərvanə (1955)
- Günlər və xatirələr (1959)
- Firidun (1963)
- Dünyamızın sabahı (1976)
- Arzu da bir ömürdür (1976)
- Ömrün payız dayanacağı (1983)
- Dünya şirin dünyadır (1989)
- Mən bu ömrü yaşadım (1997)
- Yora bilməz yollar məni (1978)
- Çinar olaydı (1985)
- Yaşadı; Sarı bülbül; Ehey...: (1992)